# Xylophloeus bimaculatus
Xylophloeus bimaculatus là một loài bọ cánh cứng trong họ Laemophloeidae. Loài này được Lefkovitch miêu tả khoa học năm 1962.